# Kazimierz Thullie
Kazimierz Thullie herbu Prawdzic (ur. 29 marca 1885 we Lwowie, zm. 2 stycznia 1957 w Gdańsku) – polski ksiądz katolicki.

## Życiorys
Syn Maksymiliana Thullie rektora Politechniki Lwowskiej i senatora II RP brat architekta Czesława Thullie. W 1903 w C. K. Gimnazjum im. Franciszka Józefa we Lwowie ukończył VIII klasę i zdał egzamin dojrzałości (w jego klasie byli m.in. Wawrzyniec Kubala, Jan Kanty Piętak). Studia teologiczne odbył w seminariach duchownych we Lwowie (od 1904) i w Innsbrucku (do 1908). Święcenia kapłańskie kapłańskie przyjął we Lwowie 6 września 1908. W 1910 obronił w Wiedniu doktorat z teologii. Po powrocie do Polski pracował jako wikariusz w parafii św. Antoniego we Lwowie (1910-1911), był katechetą w kilku szkołach lwowskich (1911-1934). Od października 1933 był proboszczem w Janowie Lwowskim. W latach 1927–1931 był redaktorem naczelnym pisma Stowarzyszenia Księży Prefektów Miesięcznik Katechetyczny i Wychowawczy.
Po II wojnie światowej wyjechał początkowo do Kluczborka, a w 1947 do Gdańska, gdzie aż do śmierci pracował w parafii kościoła pw. Najświętszego Serca Jezusowego w dzielnicy Wrzeszcz wraz z ks. Zator-Przytockim. Był też katechetą w III Liceum Ogólnokształcącym.
Autor pierwszego w Polsce polsko-łacińskiego mszalnika dla dzieci i dwóch podręczników szkolnych z katechezy. Wszystkie te prace wydał przed 1939.
Pochowany na Cmentarzu Srebrzysko w Gdańsku (rejon IX, taras I wojskowy, rząd 1).

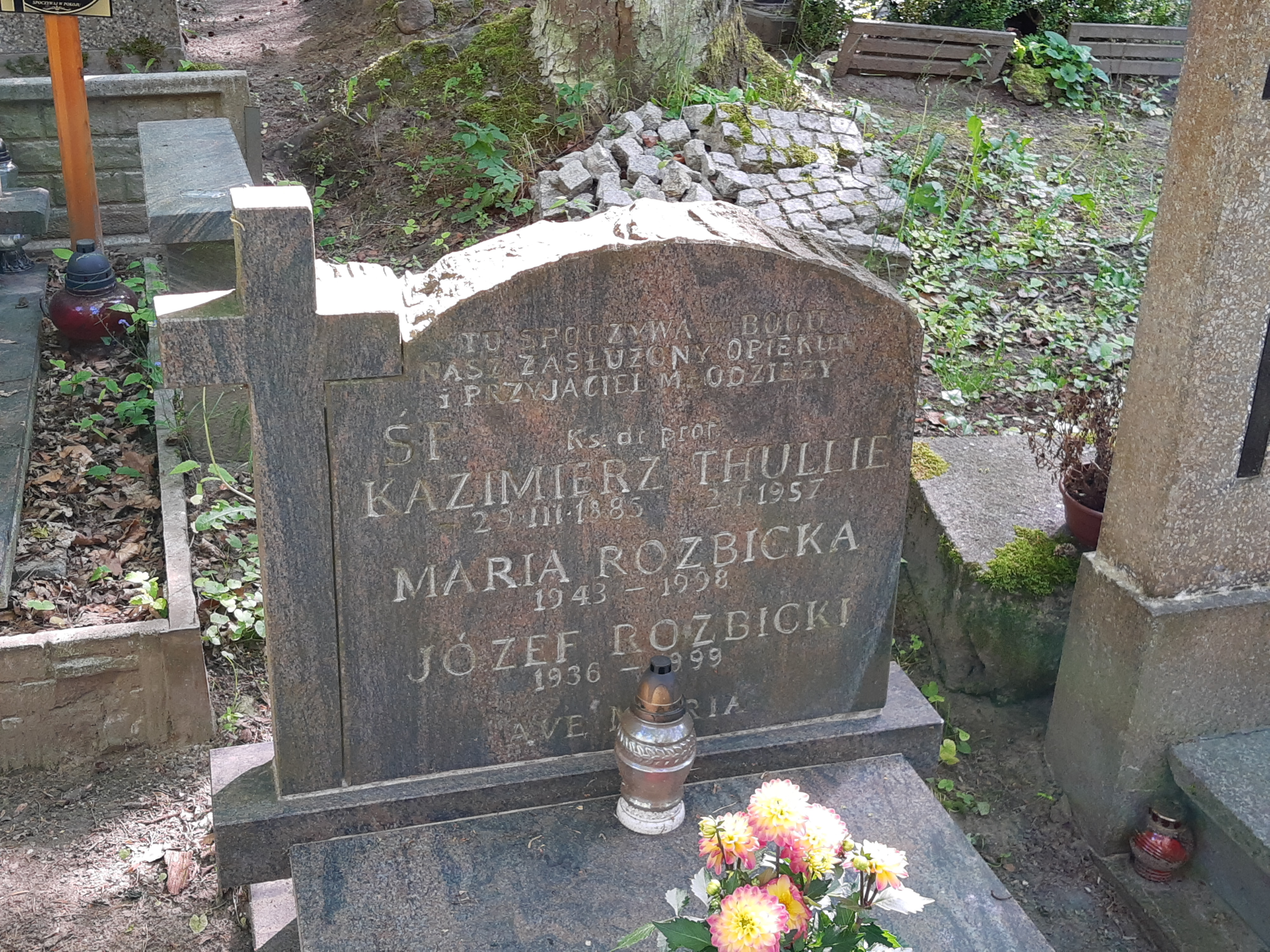
Grób prof. Kazimierza Thullie na cmentarzu Srebrzysko

## Podręczniki
- Ks. Dr. Stefan Szydelski, Ks. Dr. Kazimierz Thullie, Dzieje Objawienia Bożego w Nowym Testamencie, cz. I, Lwów, 1926.
- Ks. Dr. Stefan Szydelski, Ks. Dr. Kazimierz Thullie, Dzieje Objawienia Bożego w Nowym Testamencie, cz. II, Lwów, 1927.
- Ks. Dr. Kazimierz Thullie, Katechizm Religji Katolickiej dla młodzieży szkół średnich, Lwów, 1924.
- Ks. Dr. Kazimierz Thullie, Ministrantura, Lwów.
- Ks. Dr. Kazimierz Thullie, Życie chrześcijanina w obrzędach kościoła, Lwów.

## Podręczniki metodologiczne
- Ks. Dr. Kazimierz Thullie, Wskazówki metodyczne do Dziejów Objawienia Bożego w Starym Testamencie, Lwów.
- Ks. Dr. Kazimierz Thullie, Uwagi metodyczne do Dziejów Objawienia Bożego w Nowym Testamencie, cz. I, Lwów.
- Ks. Dr. Kazimierz Thullie, Uwagi metodyczne do Dziejów Objawienia Bożego w Nowym Testamencie, cz. II, Lwów.
- Ks. Dr. Kazimierz Thullie, Uwagi metodyczne do nauki katechizmu w IV kl. gimnazjalnej, Lwów.